# Liniowiec
1. Statek pasażerski pływający według rozkładu na określonej linii żeglugowej. Zwykle nazywano tak duże statki pasażerskie, pływające przez oceany (transatlantyki).
2. Okręt liniowy
3. Statek towarowy obsługujący stałą linię, pływający według określonego rozkładu jazdy. Liniowcami mogą być kontenerowce, drobnicowce, statki pocztowe, statki wielozadaniowe (w tym ciężarowce).